# 那加西市場町
那加西市場町（なかにしいちばちょう）は、岐阜県各務原市の地名。現行行政町名は那加西市場町一丁目から那加西市場七丁目。

## 地理
各務原市の那加地区に属する。町域の東部は那加山崎町、那加山下町、那加前野町、西部は那加柄山町、那加桐野町、那加琴が丘町、那加土山町、那加山後町、那加手力町、南部は那加野畑町、那加山後町、那加山下町、那加御屋敷町、北部は那加柄山町、那加扇平、尾崎西町、那加山崎町に接する。
地名は、かつての西市場村に因む。
権現山（通称：尾崎権現山）の南に広がる地域であり、南部には東西に境川が流れ、東海北陸自動車道が通過する。
道路
- 県道205号長森各務原線
- 尾崎中央通り

## 歴史
この地域は江戸時代は美濃国各務郡西市場村。1889年（明治22年）に更木新田、桐野村、岩地村、山後村、長塚村、前洞村、影野新田、新加納村と合併し、那加村（1940年に町制施行し那加町）となり、那加村大字西市場となる。
1963年（昭和38年）、蘇原町、鵜沼町、稲羽町と合併し各務原市が発足すると那加西市場町に改称。
1977年（昭和52年）9月17日、那加西市場町の一部をもって那加芦原町が成立。
1979年（昭和54年）1月20日にこの地域で区画整理が行われ、那加西市場町の大部分をもって那加西市場町一丁目から那加西市場町七丁目が成立する。また、同じ日に、那加西市場町の一部と那加土山町全域、那加山後町の一部、那加岩地町の一部をもって那加土山町（一丁目、二丁目）が、那加西市場町の一部と那加桐野町、那加山後町の一部をもって那加桐野町（一丁目から九丁目）が、那加西市場町の一部と那加前洞町の一部、蘇原大島町の一部をもって那加東野町（一丁目、二丁目）が、那加西市場町の一部と那加前洞町の一部をもって那加前野町（一丁目から四丁目）が、那加西市場町の一部と那加前洞町の一部をもって那加山下町（一丁目、二丁目）がが成立。

## 世帯数と人口
2024年（令和6年）10月1日現在の世帯数と人口は以下の通りである。
| 丁目               | 世帯数  | 人口    |
| ------------------ | ------- | ------- |
| 那加西市場町一丁目 | 19世帯  | 50人    |
| 那加西市場町二丁目 | 64世帯  | 184人   |
| 那加西市場町三丁目 | 96世帯  | 245人   |
| 那加西市場町四丁目 | 74世帯  | 191人   |
| 那加西市場町五丁目 | 104世帯 | 293人   |
| 那加西市場町六丁目 | 156世帯 | 466人   |
| 那加西市場町七丁目 | 72世帯  | 107人   |
| 計                 | 585世帯 | 1,536人 |

## 小・中学校の学区
市立小・中学校に通う場合、学区は以下の通りとなる。
| 番・番地等 | 小学校                   | 中学校               |
| ---------- | ------------------------ | -------------------- |
| 全域       | 各務原市立那加第一小学校 | 各務原市立那加中学校 |

## 交通
- 岐阜バス尾崎団地線
- 各務原市ふれあいバス那加線

## 主な施設
- 旗本徳山陣屋公園（更木陣屋跡）
- 神明神社 - 白幣社
- 金刀比羅神社
- 法蔵寺
- サニーハイツ花みずき

岐阜県住宅公社の公社賃貸住宅